# International Race of Champions

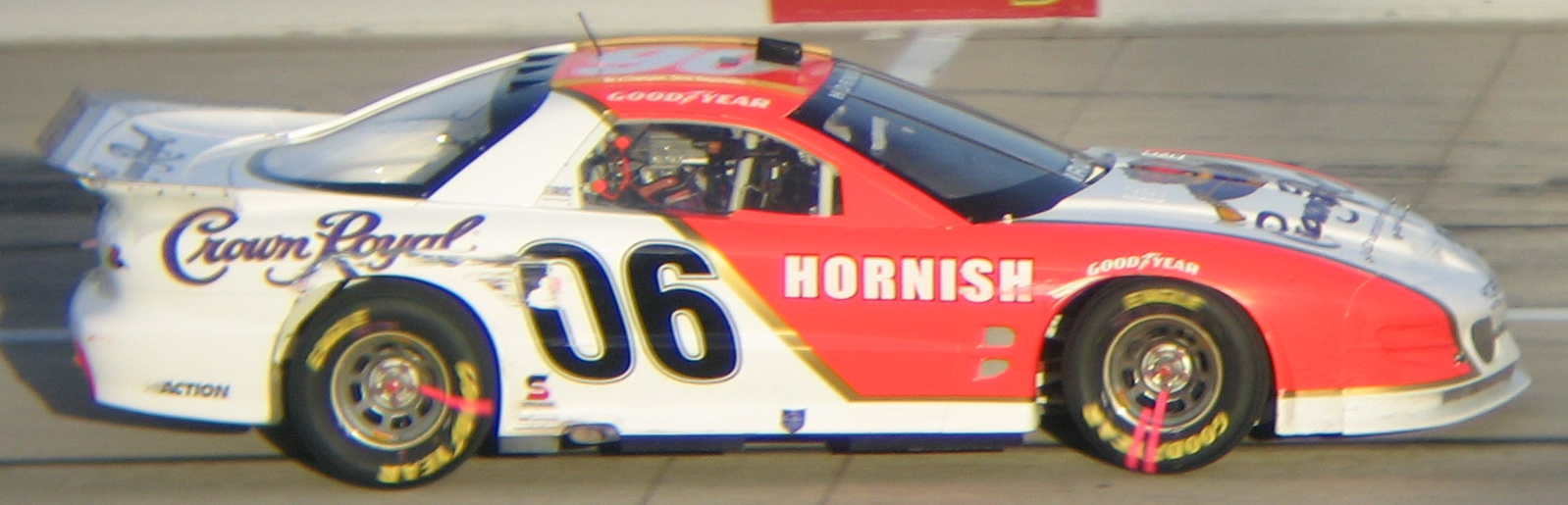
Carro de Sam Hornish Jr. em 2006.

International Race of Champions (IROC) foi uma competição automobilística disputada do ano de 1973 até 2006 (com exceção de 81, 82 e 83) por 12 pilotos entre campeões e destacados no cenário dos Estados Unidos.
O conceito da IROC, International Race of Champions foi originalmente desenvolvido em 1973 por Les Richter, Roger Penske e Mike Phelps. A ideia era reunir em uma competição os melhores pilotos das maiores categorias do automobilismo, para que em condições idênticas de disputa se determinasse o melhor dentre eles. Para esse fim, evitaria-se as condições comuns a outras categorias, que pudessem afetar o desempenho pessoal de cada piloto, como parada nos boxes e carros diferentes. Todos os pilotos receberiam carros idênticos em cada uma das 4 provas do ano percorrendo a cada etapa cerca de 100 milhas (160 km) de percurso.
Em fevereiro de 2008, após a suspensão da temporada de 2007 por falta de interesse dos patrocinadores, o presidente da IROC, Jay Signore anunciou o fim definitivo da competição. Na mesma ocasião foi também anunciado um leilão para liquidação de todos os equipamentos, carros, ferramentas e memorabilia referente à IROC.
Vários brasileiros já participaram da IROC, entre eles:
- Emerson Fittipaldi - 1973-74, 1974-75, 1975-76, 1978-79, 1984, 1990
- Helio Castroneves - 2002, 2003, 2004, 2005
- Felipe Giaffone - 2003

## Carros Usados
- 1974 - Porsche Carrera RSR
- 1975-1989 - Chevrolet Camaro
- 1990-1993 - Dodge Daytona
- 1994-1995 - Dodge Avenger
- 1996-2004 - Pontiac Trans Am

## Campeões
- 1974 - Mark Donohue
- 1975 - Bobby Unser
- 1976 - A.J. Foyt
- 1977 - A.J. Foyt
- 1978 - Al Unser
- 1979 - Mario Andretti
- 1980 - Bobby Allison
- 1981 - Não disputado
- 1982 - Não disputado
- 1983 - Não disputado
- 1984 - Cale Yarborough
- 1985 - Harry Gant
- 1986 - Al Unser, Jr.
- 1987 - Geoff Bodine
- 1988 - Al Unser Jr.
- 1989 - Terry Labonte
- 1990 - Dale Earnhardt
- 1991 - Rusty Wallace
- 1992 - Ricky Rudd
- 1993 - Davey Allison
- 1994 - Mark Martin
- 1995 - Dale Earnhardt
- 1996 - Mark Martin
- 1997 - Mark Martin
- 1998 - Mark Martin
- 1999 - Dale Earnhardt
- 2000 - Dale Earnhardt
- 2001 - Bobby Labonte
- 2002 - Kevin Harvick
- 2003 - Kurt Busch
- 2004 - Matt Kenseth
- 2005 - Mark Martin
- 2006 - Tony Stewart